# Filippo I d'Asburgo
Filippo d'Asburgo, detto il Bello (Bruges, 22 luglio 1478 – Burgos, 25 settembre 1506), fu duca di Borgogna dal 1482 al 1506 e il primo membro del casato d'Asburgo a essere re di Castiglia con l'appellativo di Filippo I.

## Biografia

### Infanzia
Filippo nacque a Bruges, figlio del futuro imperatore Massimiliano I, e della sua prima moglie la duchessa Maria di Borgogna. Nacque nella contea delle Fiandre (attuale Belgio) durante il regno di suo nonno l'imperatore Federico III. Al bambino fu imposto il nome del suo bisnonno, Filippo il Buono, nonno di sua madre Maria.

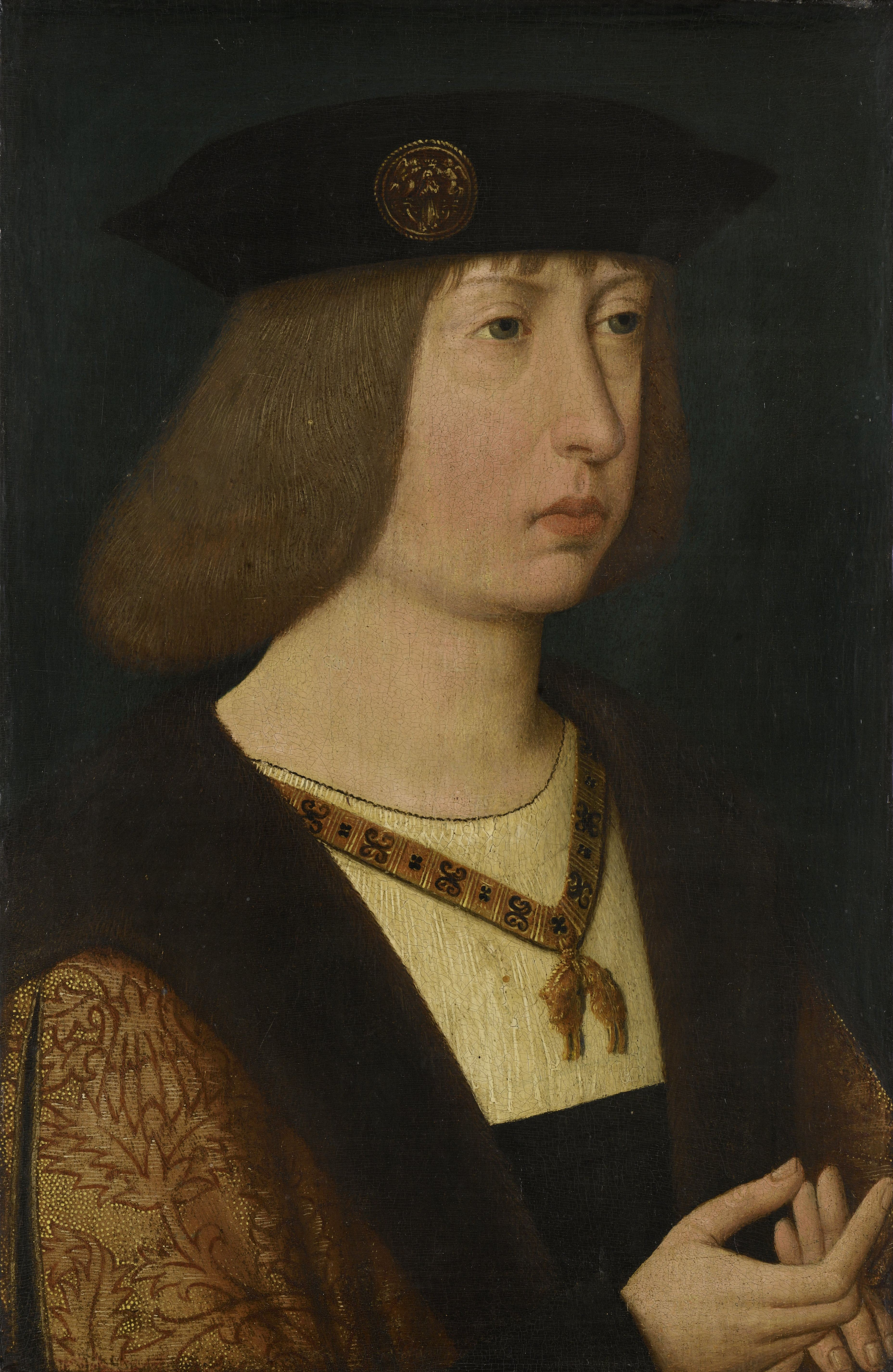
Filippo ritratto dal Meester van de Magdalenalegende

Filippo aveva appena quattro anni quando sua madre morì nel 1482, con la sua conseguente successione nei possedimenti borgognoni sotto la tutela di suo padre. Seguì un periodo di turbolenze che testimoniavano sporadiche ostilità tra, principalmente, le grandi città delle Fiandre (in particolare Gand e Bruges) e i sostenitori di Massimiliano. Durante questo interregno, Filippo fu coinvolto negli eventi e fu anche brevemente sequestrato a Bruges come parte della più ampia campagna fiamminga da parte di diverse città per sostenere le loro rivendicazioni di maggiore autonomia, che avevano strappato a Maria di Borgogna in un accordo noto come il Gran Privilegio del 1477. Agli inizi del 1490, il tumulto dell'interregno lasciò il posto a una situazione di stallo, senza il sostegno francese alle città del Franc (Fiandre),  e neppure il sostegno imperiale del nonno di Filippo, l'imperatore Federico III, risultò decisivo. Entrambe le parti vennero ad un accordo con il trattato di Senlis nel 1493, quando l'imperatore Federico morì e il padre di Filippo, Massimiliano, divenne il nuovo imperatore. Ciò spianò la lotta per il potere interno, mentre le due parti accettarono di rendere il quindicenne Filippo principe ereditario l'anno successivo.

Incisione di Filippo I di Castiglia

### L'eredità borgognona e l'alleanza spagnola
Nel 1494, Massimiliano abbandonò la reggenza in base ai termini del trattato di Senlis e Filippo in persona, sedicenne, assunse il controllo delle terre borgognone, sebbene nella pratica l'autorità fosse derivata da un concilio di notabili. Il 20 ottobre 1496, sposò Giovanna, figlia del re Ferdinando II d'Aragona e della regina Isabella I di Castiglia, a Lier in Belgio.

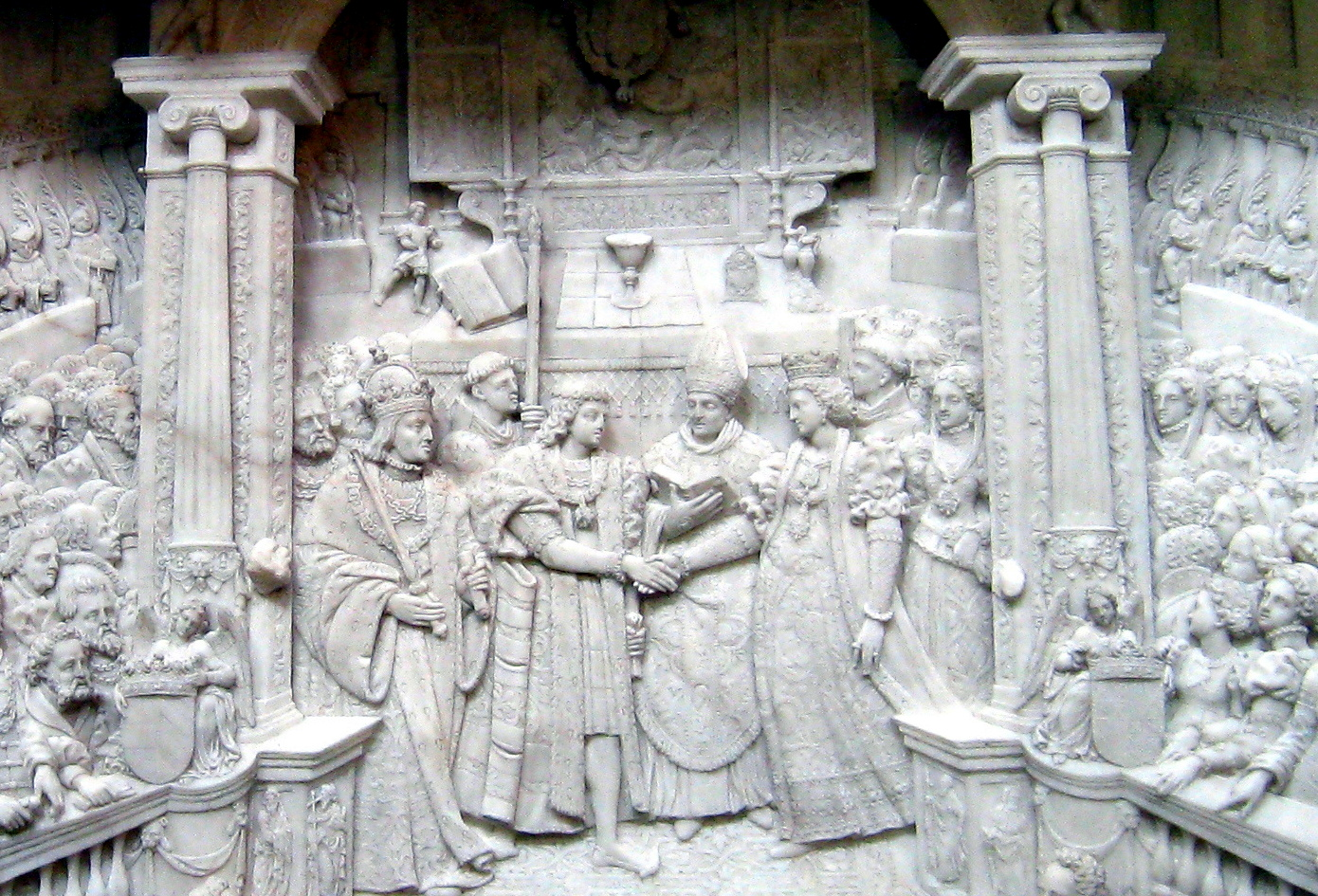
Il matrimonio tra Filippo I d'Asburgo e Giovanna di Castiglia

Dietro il matrimonio c'era un insieme di alleanze familiari tra gli Asburgo e i Trastámara, progettate per rafforzarsi contro il crescente potere francese, che era aumentato significativamente grazie alle politiche di Luigi XI e l'affermazione di successo del potere regale dopo la guerra con la lega del bene pubblico. La questione diventò più urgente dopo l'invasione di Carlo VIII dell'Italia del 1494 (nota come prima guerra peninsulare).
La sorella di Filippo, Margherita, sposò Giovanni, principe delle Asturie, unico figlio maschio di Ferdinando ed Isabella ed erede al trono delle corone unificate di Castiglia e Aragona. La doppia alleanza non fu mai intesa a permettere che i regni spagnoli cadessero sotto il controllo asburgico. Al momento del suo matrimonio con Filippo, Giovanna era la terza in linea di successione al trono, con Giovanni e la loro sorella Isabella sposati e speranzosi di progenie.

### L'eredità castigliana

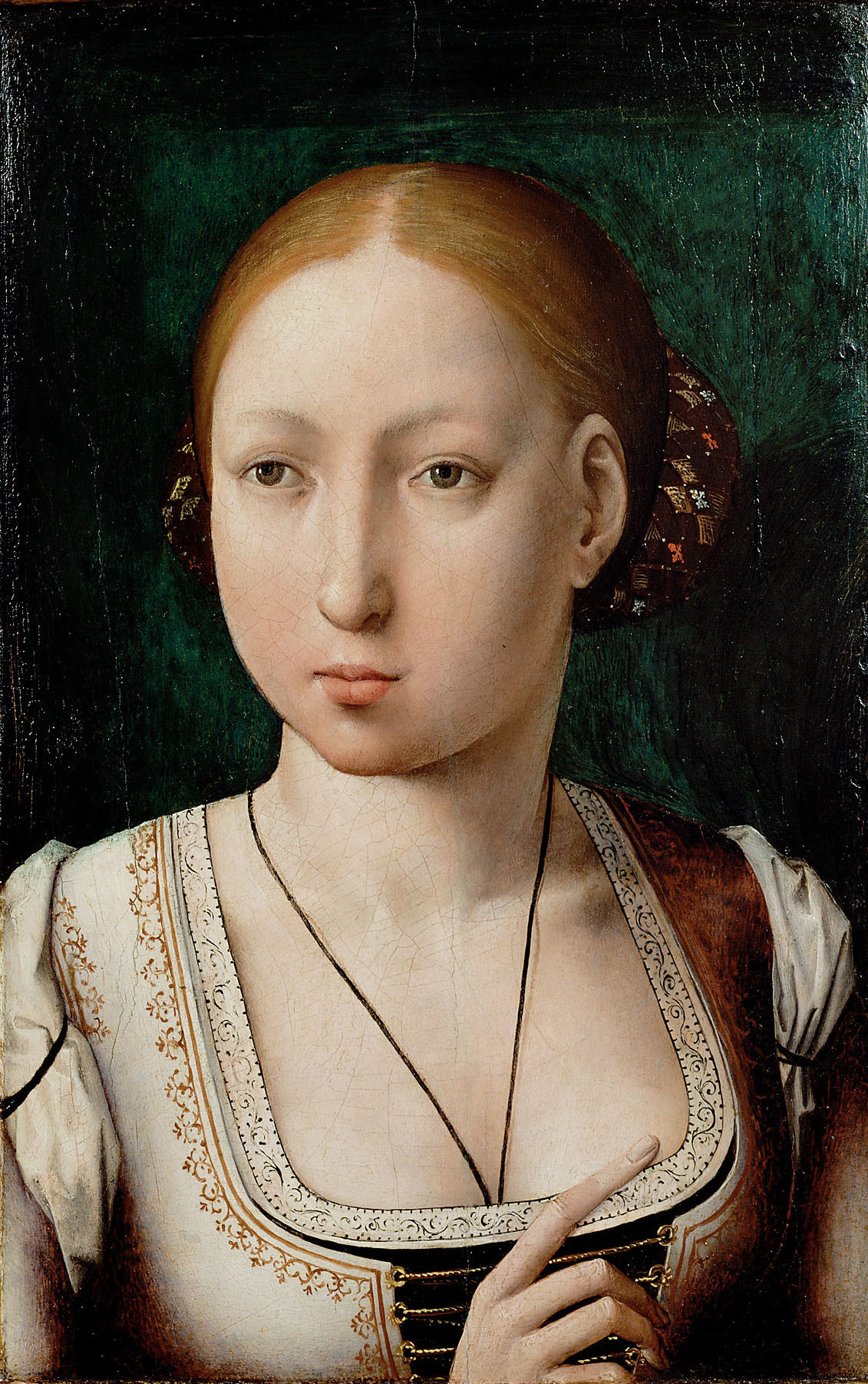
Giovanna di Castiglia

Nel 1500, poco dopo la nascita del secondo figlio di Giovanna e Filippo (il futuro imperatore Carlo V), nelle Fiandre, la successione alle corone castigliana e aragonese fu gettata nello scompiglio. L'erede al trono, Giovanni, era morto nel 1497 molto poco dopo il suo matrimonio con Margherita d'Austria. La corona sembrava quindi destinata a passare alla sorella maggiore di Giovanni e Giovanna, Isabella, moglie di Manuele I del Portogallo. Isabella morì nel 1498, dando alla luce un figlio maschio chiamato Michele della Pace, a cui ricadde la successione alle corone unite di Castiglia, Aragona e Portogallo; tuttavia, il bambino era malato e morì durante l'estate del 1500.
La successione alle corone castigliana e aragonese passò quindi a Giovanna. Poiché Ferdinando era in grado di avere altri eredi, le Cortes d'Aragona rifiutarono di riconoscere Giovanna come erede presunta del regno d'Aragona. Nel regno di Castiglia, tuttavia, la successione era chiara. Inoltre, non esisteva una tradizione salica che le cortes castigliane potessero usare per impedire che la successione passasse a Giovanna. A questo punto, il problema della presunta incapacità mentale di Giovanna si spostò dalla courtly annoyance al centro del palcoscenico politico, dal momento che fu chiaro che Filippo ed il suo entourage borgognone sarebbero stati i veri detentori del potere in Castiglia.
Nel 1502, Filippo, Giovanna e gran parte della corte borgognona si recarono in Spagna per ricevere fedeltà dalle Cortes di Castiglia come eredi, un viaggio raccontato in dettaglio da Antoon I van Lalaing, il futuro statolder di Olanda e Zelanda. Filippo e la maggior parte della corte tornarono nei Paesi Bassi l'anno successivo, lasciandosi una incinta Giovanna alle spalle a Madrid, dove diede alla luce il futuro imperatore Ferdinando I. Sebbene Giovanna fosse profondamente innamorata di Filippo, la loro vita coniugale fu resa estremamente infelice dalla infedeltà di lui e dagli anni di insicurezza politica, durante i quali tentò costantemente di usurparle i diritti del potere che le spettavano per nascita. Ciò portò in gran parte alle voci della sua follia a causa di resoconti di atti depressivi o nevrotici commessi mentre veniva imprigionata o costretta dal marito, voci di cui Filippo beneficiò politicamente. La maggior parte degli storici ora concorda sul fatto che all'epoca Giovanna era semplicemente depressa dal punto di vista clinico, non pazza come comunemente si crede. Prima della morte di Isabella, nel 1504, marito e moglie vivevano già separati.

### Lotta per il potere in Spagna
Nel 1504, la suocera di Filippo, la regina Isabella di Castiglia, morì, lasciando la corona a Giovanna. Il vedovo di Isabella I ed ex co-monarca, re Ferdinando II, cercò di mettere le mani sulla reggenza di Castiglia, ma i nobili, a cui egli non piaceva e che lo temevano, lo costrinsero a ritirarsi. Filippo fu convocato in Spagna, dove fu riconosciuto come re.
Tuttavia, mentre erano in navigazione verso la Spagna nel gennaio 1506, Filippo e Giovanna furono colti da una tempesta e naufragarono al largo della costa del Dorset, il che li costrinse ad approdare sulla spiaggia vicino Melcombe Regis. La coppia rimase ospite di Enrico VII d'Inghilterra ma furono in realtà ostaggi per tutta la durata del loro soggiorno. Per ottenere il rilascio Filippo fu obbligato a firmare un trattato con Enrico VII – il cosiddetto Malus Intercursus – che comprendeva un patto di difesa reciproca, l'estradizione dei ribelli, incluso il conte di Suffolk, Edmund de la Pole, che in esilio era ospite di Filippo nei Paesi Bassi e un accordo commerciale che permetteva ai commercianti inglesi di importare senza dazi abiti nei Paesi Bassi. Dopo aver consegnato Edmund, Filippo e Giovanna furono autorizzati a lasciare l'Inghilterra: vi avevano soggiornato almeno sei settimane.
Filippo e Giovanna approdarono a La Coruña il 28 aprile 1506, accompagnati da un corpo di mercenari tedeschi. Suocero e genero tentarono una mediazione sotto la supervisione del cardinale Cisneros a Remesal, nei pressi di Puebla de Sanabria, e a Renedo, ma l'unico risultato fu una lite familiare, in cui Ferdinando professava di difendere gli interessi della figlia, che secondo lui era stata imprigionata dal marito. Negli incontri tra il 20 e il 27 giugno, mediati dal cardinale Cisneros, il più anziano degli ecclesiastici in Spagna, Ferdinando accettò che i suoi "beneamati figli" (Giovanna e Filippo) prendessero il controllo della Castiglia. I due re concordarono poi che Giovanna non era né adatta né incline a governare 'considerando le sue infermità e sofferenze, che per amore dell'onore non sono espresse' e inoltre che se 'la detta serenissima regina, sia per sua scelta che dall'essere persuasa da altre persone, avesse tentare di intromettersi nel governo, entrambi glielo avrebbero impedito'. Conveniva sia a suo padre che a suo marito che Giovanna fosse considerata incapace. Il 27 giugno 1506, il trattato di Villafáfila fu firmato tra Ferdinando e Filippo, con Filippo proclamato re di Castiglia dalle cortes di Valladolid. Eppure, lo stesso giorno, Ferdinando redasse documenti segreti rinunciando a tutti gli accordi sulla base della coercizione, sostenendo che non avrebbe mai altrimenti firmato trattati che facevano "un danno così enorme alla detta serenissima regina, mia figlia, e a me". Dopo aver lasciato aperte le sue opzioni per il futuro, partì per l'Aragona.

### La morte
Filippo morì improvvisamente a Burgos, apparentemente di febbre tifoidea, il 25 settembre 1506, anche se all'epoca si parlò di omicidio per avvelenamento, come credette anche sua moglie. Giovanna rifiutò di lasciare che il suo corpo fosse seppellito. Filippo I è ora sepolto nella Cappella Reale di Granada (Capilla Real de Granada), insieme a sua moglie e ai suoceri Isabella I e Ferdinando II.

## Discendenza
Dalla moglie Giovanna, Filippo ebbe sei figli:
- Eleonora (15 novembre 1498-18 febbraio 1558), sposò Manuele I del Portogallo e successivamente di Francesco I di Francia;
- Carlo V (24 febbraio 1500 - 21 settembre 1558), imperatore e re di Spagna, sposò Isabella del Portogallo;
- Isabella (18 luglio 1501 - 19 gennaio 1526), sposò Cristiano II di Danimarca.
- Ferdinando (10 marzo 1503 - 25 luglio 1564), imperatore e re di Ungheria e Boemia, sposò Anna Jagellone;
- Maria (17 settembre 1505 - 18 ottobre 1558), sposò Luigi II d'Ungheria e Boemia (1506-1526);
- Caterina (14 gennaio 1507 - 12 febbraio 1578), sposò Giovanni III del Portogallo (1502-1557).

## Ascendenza
|                          |                         |                        | Genitori                  |  |  | Nonni |  |  | Bisnonni            |  |  | Trisnonni              |  |
|                          |                         |                        |                           |  |  |       |  |  | Ernesto I d'Asburgo |  |  | Leopoldo III d'Asburgo |  |
|                          |                         |                        |                           |  |  |       |  |  | Ernesto I d'Asburgo |  |  | Leopoldo III d'Asburgo |  |
|                          |                         | Verde Visconti         |                           |  |  |       |  |  | Ernesto I d'Asburgo |  |  |                        |  |
| Federico III d'Asburgo   |                         |                        |                           |  |  |       |  |  | Ernesto I d'Asburgo |  |  |                        |  |
|                          |                         | Cimburga di Masovia    | Siemowit IV di Masovia    |  |  |       |  |  |                     |  |  |                        |  |
|                          |                         | Cimburga di Masovia    | Siemowit IV di Masovia    |  |  |       |  |  |                     |  |  |                        |  |
|                          |                         | Cimburga di Masovia    | Alessandra di Lituania    |  |  |       |  |  |                     |  |  |                        |  |
| Massimiliano I d'Asburgo |                         | Cimburga di Masovia    |                           |  |  |       |  |  |                     |  |  |                        |  |
|                          |                         | Edoardo del Portogallo | Giovanni I del Portogallo |  |  |       |  |  |                     |  |  |                        |  |
|                          |                         | Edoardo del Portogallo | Giovanni I del Portogallo |  |  |       |  |  |                     |  |  |                        |  |
|                          |                         | Edoardo del Portogallo | Filippa di Lancaster      |  |  |       |  |  |                     |  |  |                        |  |
| Eleonora d'Aviz          |                         | Edoardo del Portogallo |                           |  |  |       |  |  |                     |  |  |                        |  |
|                          |                         | Leonor di Trastamara   | Ferdinando I d'Aragona    |  |  |       |  |  |                     |  |  |                        |  |
|                          |                         | Leonor di Trastamara   | Ferdinando I d'Aragona    |  |  |       |  |  |                     |  |  |                        |  |
|                          |                         | Leonor di Trastamara   | Eleonora d'Alburquerque   |  |  |       |  |  |                     |  |  |                        |  |
| Filippo I d'Asburgo      |                         | Leonor di Trastamara   |                           |  |  |       |  |  |                     |  |  |                        |  |
|                          | Filippo III di Borgogna | Giovanni di Borgogna   |                           |  |  |       |  |  |                     |  |  |                        |  |
|                          | Filippo III di Borgogna | Giovanni di Borgogna   |                           |  |  |       |  |  |                     |  |  |                        |  |
|                          | Filippo III di Borgogna | Margherita di Baviera  |                           |  |  |       |  |  |                     |  |  |                        |  |
| Carlo I di Borgogna      | Filippo III di Borgogna |                        |                           |  |  |       |  |  |                     |  |  |                        |  |
|                          |                         | Isabel d'Aviz          | Giovanni I del Portogallo |  |  |       |  |  |                     |  |  |                        |  |
|                          |                         | Isabel d'Aviz          | Giovanni I del Portogallo |  |  |       |  |  |                     |  |  |                        |  |
|                          |                         | Isabel d'Aviz          | Filippa di Lancaster      |  |  |       |  |  |                     |  |  |                        |  |
| Maria di Borgogna        |                         | Isabel d'Aviz          |                           |  |  |       |  |  |                     |  |  |                        |  |
|                          |                         | Carlo I di Borbone     | Giovanni I di Borbone     |  |  |       |  |  |                     |  |  |                        |  |
|                          |                         | Carlo I di Borbone     | Giovanni I di Borbone     |  |  |       |  |  |                     |  |  |                        |  |
|                          |                         | Carlo I di Borbone     | Maria di Berry            |  |  |       |  |  |                     |  |  |                        |  |
| Isabella di Borbone      |                         | Carlo I di Borbone     |                           |  |  |       |  |  |                     |  |  |                        |  |
|                          |                         | Agnes di Borgogna      | Giovanni di Borgogna      |  |  |       |  |  |                     |  |  |                        |  |
|                          |                         | Agnes di Borgogna      | Giovanni di Borgogna      |  |  |       |  |  |                     |  |  |                        |  |
|                          |                         | Agnes di Borgogna      | Margherita di Baviera     |  |  |       |  |  |                     |  |  |                        |  |
|                          |                         | Agnes di Borgogna      |                           |  |  |       |  |  |                     |  |  |                        |  |

## Titoli
| Duca di Borgogna e Brabante | Re Consorte di Castiglia |

- 27 marzo 1482 – 25 settembre 1506: Titolare Duca di Borgogna come Filippo IV
- 27 marzo 1482 – 25 settembre 1506: Duca di Brabante come Filippo III
- 27 marzo 1482 – 25 settembre 1506: Duca di Limburgo come Filippo III
- 27 marzo 1482 – 25 settembre 1506: Duca di Lothier come Filippo III
- 27 marzo 1482 – 25 settembre 1506: Duca del Lussemburgo come Filippo II
- 27 marzo 1482 – 25 settembre 1506: Margravio di Namur come Filippo V
- 27 marzo 1482 – 25 settembre 1506: Conte Palatino di Borgogna come Filippo VI
- 27 marzo 1482 – 25 settembre 1506: Conte d'Artois come Filippo VI
- 27 marzo 1482 – 25 settembre 1506: Conte di Charolais come Filippo III
- 27 marzo 1482 – 25 settembre 1506: Conte di Fiandra come Filippo IV
- 27 marzo 1482 – 25 settembre 1506: Conte di Hainaut come Filippo II
- 27 marzo 1482 – 25 settembre 1506: Conte d'Olanda come Filippo II
- 27 marzo 1482 – 25 settembre 1506: Conte di Zelanda come Filippo II
- 27 marzo 1482 – 1492: Duca di Gheldria come Filippo I
- 27 marzo 1482 – 1492: Conte di Zutphen come Filippo I
- 26 November 1504 – 25 settembre 1506: jure uxoris Re di Castiglia come Filippo I